# Liste der Nummer-eins-Hits in Japan (1999)
Die Liste der japanischen Nummer-eins-Hits enthält die Daten vom 1. Januar bis zum 31. Dezember 1999. Die letzte Woche im Jahr fällt mit der ersten Woche des neuen Jahres zusammen. Angegeben sind die Verkaufszahlen der jeweiligen Nummer eins in ihrer Woche. Alle Angaben basieren auf den offiziellen japanischen Charts von Oricon.

## Singles
| ← 1998 ← | Liste der Nummer-eins-Hits in Japan | Liste der Nummer-eins-Hits in Japan                             | Liste der Nummer-eins-Hits in Japan                            | 2000 →                    |
| \| Zeitraum \| Wo. ges. \| Interpret \| Titel Autor(en) \| Zusätzliche Informationen \| \| (Zeitraum, Wochen auf Platz eins, Interpret, Titel, Autor[en], zusätzliche Informationen) \| \| \| \| \| \| ----------------------------------------------------------------------------------------- \| -------- \| --------------------------------------------------------------- \| -------------------------------------------------------------- \| ------------------------- \| \| 28. Dezember 1998 – 10. Januar 1999 2 Wochen \| 2 \| Kōshi Inaba \| Tōku made \| – \| \| 11. Januar 1999 – 17. Januar 1999 1 Woche \| 1 \| Namie Amuro \| I HAVE NEVER SEEN Tetsuya Komuro \| – \| \| 18. Januar 1999 – 24. Januar 1999 1 Woche \| 1 \| Something Else \| Last Chance \| – \| \| 25. Januar 1999 – 31. Januar 1999 1 Woche \| 1 \| Mr. Children \| Hikari no sasu ho e \| – \| \| 1. Februar 1999 – 7. Februar 1999 1 Woche \| 1 \| Dreams Come True \| Asa ga mata kuru \| – \| \| 8. Februar 1999 – 14. Februar 1999 1 Woche \| 1 \| The Brilliant Green \| Sono Speed de \| – \| \| 15. Februar 1999 – 28. Februar 1999 2 Wochen \| 2 \| Glay \| Winter,again \| – \| \| 1. März 1999 – 8. März 1999 1 Woche \| 1 \| Hikaru Utada \| Movin’ on without you \| – \| \| 9. März 1999 – 14. März 1999 1 Woche \| 1 \| KinKi Kids \| Yamenai de,PURE/BABY LOVE \| – \| \| 15. März 1999 – 4. April 1999 3 Wochen \| 3 \| Kentarō Hayami, Ayumi Shigemori, Himawari Kids, Dango Gasshōdan \| Dango 3 kyōdai \| – \| \| 5. April 1999 – 11. April 1999 1 Woche \| 1 \| Takako Uehara \| my first love \| – \| \| 12. April 1999 – 18. April 1999 1 Woche \| 1 \| V6/20th Century \| Believe Your Smile/OPEN THE GATE \| – \| \| 19. April 1999 – 25. April 1999 1 Woche \| 1 \| Zard \| MIND GAMES \| – \| \| 26. April 1999 – 2. Mai 1999 1 Woche \| 1 \| Ayumi Hamasaki \| Love (Destiny) Avex Trax, Avex Taiwan, Avex Entertainment Inc. \| – \| \| 3. Mai 1999 – 16. Mai 1999 2 Wochen \| 2 \| L’Arc-en-Ciel \| HEAVEN’S DRIVE \| – \| \| 17. Mai 1999 – 23. Mai 1999 1 Woche \| 1 \| Dragon Ash \| Grateful Days \| – \| \| 24. Mai 1999 – 30. Mai 1999 1 Woche \| 1 \| Mr. Children \| I’LL BE \| – \| \| 31. Mai 1999 – 6. Juni 1999 1 Woche \| 1 \| Glay \| Survival \| – \| \| 7. Juni 1999 – 13. Juni 1999 1 Woche \| 1 \| KinKi Kids \| Flower \| – \| \| 14. Juni 1999 – 20. Juni 1999 1 Woche \| 1 \| L’Arc-en-Ciel \| Pieces \| – \| \| 21. Juni 1999 – 27. Juni 1999 1 Woche \| 1 \| B’z \| Giri giri chop Koshi Inaba, Tak Matsumoto \| – \| \| 28. Juni 1999 – 25. Juli 1999 4 Wochen \| 4 \| Ryūichi Sakamoto \| Ura BTTB \| – \| \| 26. Juli 1999 – 1. August 1999 1 Woche \| 1 \| Ami Suzuki \| BE TOGETHER \| – \| \| 2. August 1999 – 22. August 1999 3 Wochen \| 3 \| Ayumi Hamasaki \| Boys & Girls Avex Trax, Avex USA, Avex Entertainment Inc. \| – \| \| 23. August 1999 – 5. September 1999 2 Wochen (insgesamt 3) \| 3 \| Ayumi Hamasaki \| A Avex Trax, Avex Entertainment Inc. \| – \| \| 6. September 1999 – 12. September 1999 1 Woche \| 1 \| Glay \| Koko dewa nai, dokoka e \| – \| \| 13. September 1999 – 19. September 1999 1 Woche (insgesamt 3) \| 3 \| Ayumi Hamasaki \| A Avex Trax, Avex Entertainment Inc. \| – \| \| 20. September 1999 – 10. Oktober 1999 3 Wochen \| 3 \| Morning Musume \| LOVE Machine \| – \| \| 11. Oktober 1999 – 17. Oktober 1999 1 Woche \| 1 \| Ami Suzuki \| OUR DAYS \| – \| \| 18. Oktober 1999 – 31. Oktober 1999 2 Wochen \| 2 \| KinKi Kids \| Ame no Melody/to Heart \| – \| \| 1. November 1999 – 7. November 1999 1 Woche \| 1 \| 19 \| Subete e \| – \| \| 8. November 1999 – 14. November 1999 1 Woche \| 1 \| L’Arc-en-Ciel \| Subete e \| – \| \| 15. November 1999 – 21. November 1999 1 Woche \| 1 \| Arashi \| A・RA・SHI \| – \| \| 22. November 1999 – 5. Dezember 1999 2 Wochen \| 2 \| Hikaru Utada \| Addicted To You \| – \| \| 6. Dezember 1999 – 19. Dezember 1999 2 Wochen \| 2 \| Pettite Moni \| Chokotto LOVE \| – \| \| 20. Dezember 1999 – 26. Dezember 1999 1 Woche \| 1 \| Ayumi Hamasaki \| kanariya Ayumi Hamasaki \| – \| \| 27. Dezember 1999 – 2. Januar 2000 1 Woche \| 1 \| Masaharu Fukuyama \| HEAVEN/Squall \| – \| |                                     |                                                                 |                                                                |                           |
| ← 1998 |                                     |                                                                 |                                                                | → 2000 →                  |
| Zeitraum | Wo. ges.                            | Interpret                                                       | Titel Autor(en)                                                | Zusätzliche Informationen |
| (Zeitraum, Wochen auf Platz eins, Interpret, Titel, Autor[en], zusätzliche Informationen) |                                     |                                                                 |                                                                |                           |
| 28. Dezember 1998 – 10. Januar 1999 2 Wochen | 2                                   | Kōshi Inaba                                                     | Tōku made                                                      | –                         |
| 11. Januar 1999 – 17. Januar 1999 1 Woche | 1                                   | Namie Amuro                                                     | I HAVE NEVER SEEN Tetsuya Komuro                               | –                         |
| 18. Januar 1999 – 24. Januar 1999 1 Woche | 1                                   | Something Else                                                  | Last Chance                                                    | –                         |
| 25. Januar 1999 – 31. Januar 1999 1 Woche | 1                                   | Mr. Children                                                    | Hikari no sasu ho e                                            | –                         |
| 1. Februar 1999 – 7. Februar 1999 1 Woche | 1                                   | Dreams Come True                                                | Asa ga mata kuru                                               | –                         |
| 8. Februar 1999 – 14. Februar 1999 1 Woche | 1                                   | The Brilliant Green                                             | Sono Speed de                                                  | –                         |
| 15. Februar 1999 – 28. Februar 1999 2 Wochen | 2                                   | Glay                                                            | Winter,again                                                   | –                         |
| 1. März 1999 – 8. März 1999 1 Woche | 1                                   | Hikaru Utada                                                    | Movin’ on without you                                          | –                         |
| 9. März 1999 – 14. März 1999 1 Woche | 1                                   | KinKi Kids                                                      | Yamenai de,PURE/BABY LOVE                                      | –                         |
| 15. März 1999 – 4. April 1999 3 Wochen | 3                                   | Kentarō Hayami, Ayumi Shigemori, Himawari Kids, Dango Gasshōdan | Dango 3 kyōdai                                                 | –                         |
| 5. April 1999 – 11. April 1999 1 Woche | 1                                   | Takako Uehara                                                   | my first love                                                  | –                         |
| 12. April 1999 – 18. April 1999 1 Woche | 1                                   | V6/20th Century                                                 | Believe Your Smile/OPEN THE GATE                               | –                         |
| 19. April 1999 – 25. April 1999 1 Woche | 1                                   | Zard                                                            | MIND GAMES                                                     | –                         |
| 26. April 1999 – 2. Mai 1999 1 Woche | 1                                   | Ayumi Hamasaki                                                  | Love (Destiny) Avex Trax, Avex Taiwan, Avex Entertainment Inc. | –                         |
| 3. Mai 1999 – 16. Mai 1999 2 Wochen | 2                                   | L’Arc-en-Ciel                                                   | HEAVEN’S DRIVE                                                 | –                         |
| 17. Mai 1999 – 23. Mai 1999 1 Woche | 1                                   | Dragon Ash                                                      | Grateful Days                                                  | –                         |
| 24. Mai 1999 – 30. Mai 1999 1 Woche | 1                                   | Mr. Children                                                    | I’LL BE                                                        | –                         |
| 31. Mai 1999 – 6. Juni 1999 1 Woche | 1                                   | Glay                                                            | Survival                                                       | –                         |
| 7. Juni 1999 – 13. Juni 1999 1 Woche | 1                                   | KinKi Kids                                                      | Flower                                                         | –                         |
| 14. Juni 1999 – 20. Juni 1999 1 Woche | 1                                   | L’Arc-en-Ciel                                                   | Pieces                                                         | –                         |
| 21. Juni 1999 – 27. Juni 1999 1 Woche | 1                                   | B’z                                                             | Giri giri chop Koshi Inaba, Tak Matsumoto                      | –                         |
| 28. Juni 1999 – 25. Juli 1999 4 Wochen | 4                                   | Ryūichi Sakamoto                                                | Ura BTTB                                                       | –                         |
| 26. Juli 1999 – 1. August 1999 1 Woche | 1                                   | Ami Suzuki                                                      | BE TOGETHER                                                    | –                         |
| 2. August 1999 – 22. August 1999 3 Wochen | 3                                   | Ayumi Hamasaki                                                  | Boys & Girls Avex Trax, Avex USA, Avex Entertainment Inc.      | –                         |
| 23. August 1999 – 5. September 1999 2 Wochen (insgesamt 3) | 3                                   | Ayumi Hamasaki                                                  | A Avex Trax, Avex Entertainment Inc.                           | –                         |
| 6. September 1999 – 12. September 1999 1 Woche | 1                                   | Glay                                                            | Koko dewa nai, dokoka e                                        | –                         |
| 13. September 1999 – 19. September 1999 1 Woche (insgesamt 3) | 3                                   | Ayumi Hamasaki                                                  | A Avex Trax, Avex Entertainment Inc.                           | –                         |
| 20. September 1999 – 10. Oktober 1999 3 Wochen | 3                                   | Morning Musume                                                  | LOVE Machine                                                   | –                         |
| 11. Oktober 1999 – 17. Oktober 1999 1 Woche | 1                                   | Ami Suzuki                                                      | OUR DAYS                                                       | –                         |
| 18. Oktober 1999 – 31. Oktober 1999 2 Wochen | 2                                   | KinKi Kids                                                      | Ame no Melody/to Heart                                         | –                         |
| 1. November 1999 – 7. November 1999 1 Woche | 1                                   | 19                                                              | Subete e                                                       | –                         |
| 8. November 1999 – 14. November 1999 1 Woche | 1                                   | L’Arc-en-Ciel                                                   | Subete e                                                       | –                         |
| 15. November 1999 – 21. November 1999 1 Woche | 1                                   | Arashi                                                          | A・RA・SHI                                                     | –                         |
| 22. November 1999 – 5. Dezember 1999 2 Wochen | 2                                   | Hikaru Utada                                                    | Addicted To You                                                | –                         |
| 6. Dezember 1999 – 19. Dezember 1999 2 Wochen | 2                                   | Pettite Moni                                                    | Chokotto LOVE                                                  | –                         |
| 20. Dezember 1999 – 26. Dezember 1999 1 Woche | 1                                   | Ayumi Hamasaki                                                  | kanariya Ayumi Hamasaki                                        | –                         |
| 27. Dezember 1999 – 2. Januar 2000 1 Woche | 1                                   | Masaharu Fukuyama                                               | HEAVEN/Squall                                                  | –                         |